# أئينة ورزان (أبرشيوة)
أئينة ورزان (بالفارسية: ائینه ورزان) هي مستوطنة تقع في إيران في قسم أبرشيوة الريفي. يقدر عدد سكانها بـ 889 نسمة .